# José Salazar López
José Salazar López (Ameca, 12 gennaio 1910 – Guadalajara, 9 luglio 1991) è stato un cardinale e arcivescovo cattolico messicano.

## Biografia
Nacque a Ameca il 12 gennaio 1910.
Papa Paolo VI lo elevò al rango di cardinale nel concistoro del 5 marzo 1973.
Morì il 9 luglio 1991 all'età di 81 anni.

## Genealogia episcopale e successione apostolica
La genealogia episcopale è:
- Cardinale Scipione Rebiba
- Cardinale Giulio Antonio Santori
- Cardinale Girolamo Bernerio, O.P.
- Arcivescovo Galeazzo Sanvitale
- Cardinale Ludovico Ludovisi
- Cardinale Luigi Caetani
- Cardinale Ulderico Carpegna
- Cardinale Paluzzo Paluzzi Altieri degli Albertoni
- Papa Benedetto XIII
- Papa Benedetto XIV
- Cardinale Enrico Enriquez
- Arcivescovo Manuel Quintano Bonifaz
- Cardinale Buenaventura Córdoba Espinosa de la Cerda
- Cardinale Giuseppe Maria Doria Pamphilj
- Papa Pio VIII
- Papa Pio IX
- Arcivescovo José María Ignacio Montes de Oca y Obregón
- Arcivescovo Próspero María Alarcón y Sánchez de la Barquera
- Arcivescovo Francisco Orozco y Jiménez
- Cardinale José Garibi y Rivera
- Cardinale José Salazar López

La successione apostolica è:
- Vescovo Rafael Garcia González (1972)
- Vescovo Rogelio Sánchez González (1972)
- Vescovo Ramón Godinez Flores (1980)